# Tour de Xingtai
Le Tour de Xingtai est une course cycliste ayant lieu autour de la ville de Xingtai dans la province du Hebei. Cette course appartient au circuit continental asiatique avec le rang 2.2 depuis 2017.
L'édition 2020 est annulée en raison de la pandémie de Covid-19.

## Palmares
| Année | Vainqueur        | Deuxième          | Troisième           |                  |
| ----- | ---------------- | ----------------- | ------------------- | ---------------- |
| 2017  | Jacob Rathe      | Dušan Kalaba      | Salaheddine Mraouni |                  |
| 2018  | Damiano Cima     | Ulises Castillo   | Mykhailo Kononenko  |                  |
| 2019  | Carlos Cobos     | Amir Kolahdozhagh | Mykhailo Kononenko  |                  |
| 2020  | annulé/abandonné | annulé/abandonné  | annulé/abandonné    | annulé/abandonné |
| 2021  | annulé/abandonné | annulé/abandonné  | annulé/abandonné    | annulé/abandonné |